# NGC 5008
NGC 5008 is een balkspiraalstelsel in het sterrenbeeld Ossenhoeder. Het hemelobject werd op 18 mei 1862 ontdekt door de Duits-Deense astronoom Heinrich Louis d'Arrest.

## Synoniemen
- NGC 5008
- IC 4381
- IRAS14087+2545
- UGC 9073
- ZWG 132.78
- MCG 4-33-42
- ZWG 133.1
- HCG 71A
- PGC 50629